# Sonet 76 (William Szekspir)

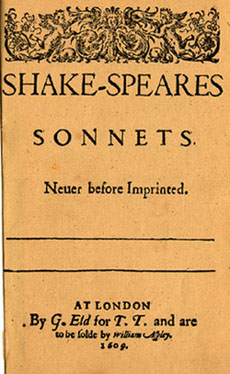
Strona tytułowa pierwszego wydania sonetów Shakespeare’a

Sonet 76 (Czemu się nową chwałą nie okrywa) – jeden z cyklu sonetów autorstwa Williama Shakespeare’a. Po raz pierwszy został opublikowany w 1609 roku.

## Treść
W sonecie tym podmiot liryczny, którego część badaczy utożsamia z autorem, pokazuje tajemniczemu młodzieńcowi, jak bardzo go kocha. Stwierdza jednocześnie, że ten jest jego jedynym i niezmiennym natchnieniem: Tak miłość stare od nowa powtarza.